# Nanaifolket

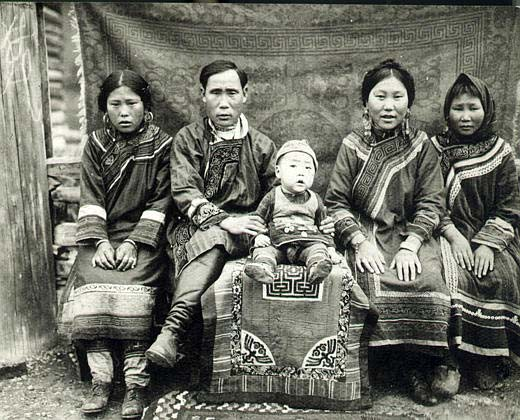
Nanaifamilj i Amurregionen i Ryssland

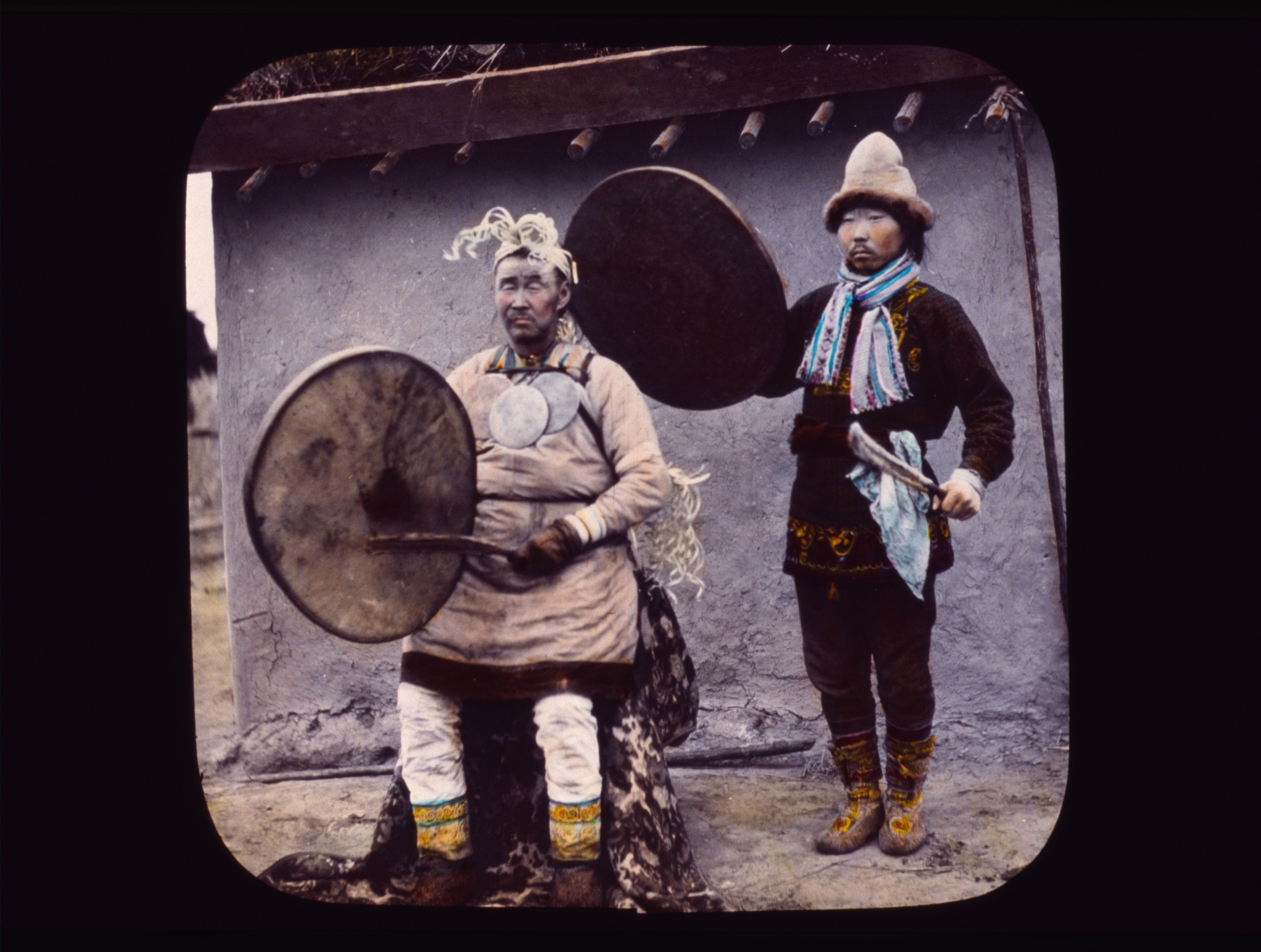
Nanaishaman med medhjälpare, 1895

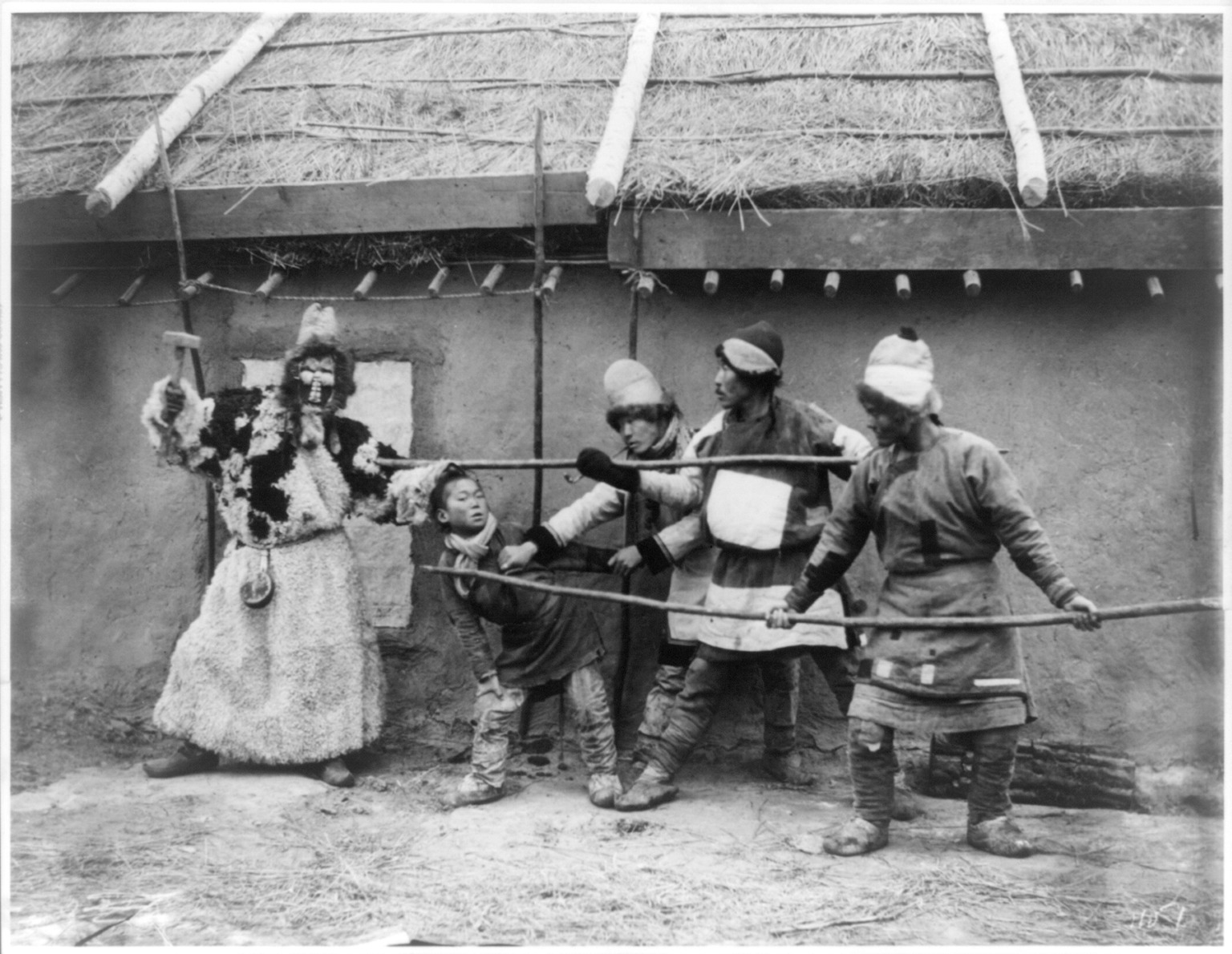
Nanai som uppför ett drama, 1895

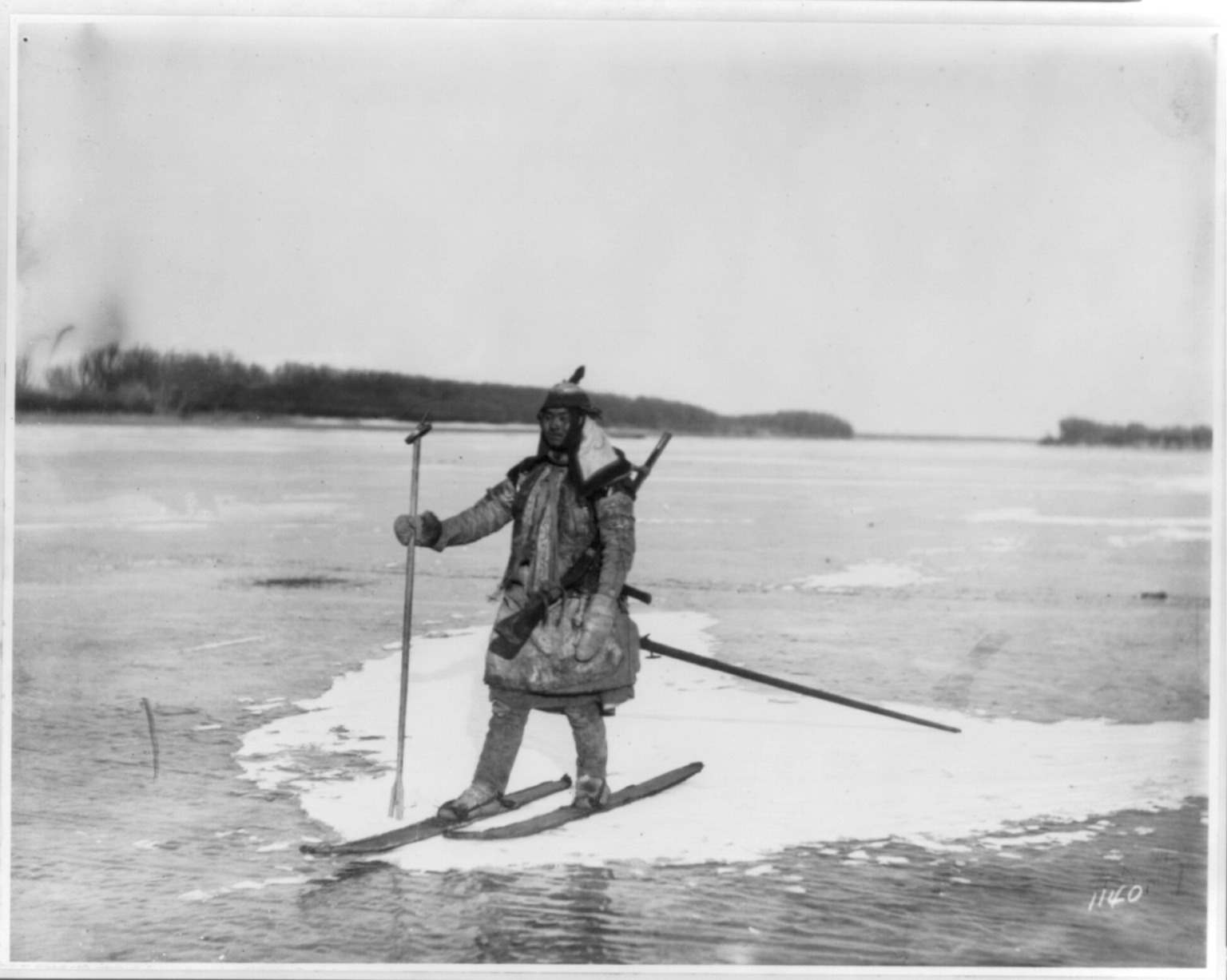
Nanaijägare på skidor på ett isflak, med spjut och gevär, 1895

Nanaifolket eller hezhen (tidigare benämnda som gold) i Sibirien, är en tungusisk folkgrupp i Fjärran Östern, som historiskt har levt på Nedre Amurslätten, vid foten av Sikhote-Alin och längs floderna Amur, Songhua och Ussuri. Nanais anfäder är Jurchenfolket från norra Manchuriet.
Nanaispråket, som talas av omkring 900 000 personer, ingår i de tungusiska språken. Sammanlagt finns ungefär 17 400 nanai, varav omkring  12 000 i Ryssland och omkring 5 400 i Kina. Nanai drabbades av en kraftig nedgång vid den japanska invasionen av Manchuriet, men växte under andra hälften av 1900-talet.
Det förekommer ett antal namn på folkgruppen. Vanligt förekommande namn är nanai (ryska: нанай, som betyder "infödda") och  nanais egna hezhen (som betyder folken från Östern). Andra äldre benämningar är achan, natki, gold, heje och samagir.
Traditionellt var nanaikulturen baserad på fiske. Nanai bodde i byar längs Ussuris stränder och använde hela sommaren till fiske. De åt färsk fisk på sommaren, varav stören var särskilt uppskattad, och torkad fisk vintertid. Fisk var också mat till deras fåtaliga grisar.  
Den traditionella klädseln var sydd av fiskskinn från stora fiskar, som torkats och bearbetats med en klubba för att göra skinnet slätt.

## Nanai idag
De ryska nanai bor vid Ochotska havet, vid floden Amur nedströms Khabarovsk omkring Komsomolsk-na-Amure, liksom vid stränderna av floderna Ussuri och Girin. Ryssarna benämnde dem tidigare Goldi efter namnet på en nanaiklan. Enligt folkräkningen 2002 fanns det 12 160 nanai i Ryssland.
I Sovjetunionen skapades ett skriftspråk på nanai, baserat på det kyrilliska alfabetet, av bland andra lingvisten Valentin Avrorin (1907–1977). Undervisning sker i 13 skolor i Chabarovsk.
I Kina är nanai en av 56 erkända etniska folkgrupper. De benämns där "hezhe" (kinesiska: 赫哲族, hèzhé zú). Enligt folkräkningen 2004 fanns omkring 5 400 nanai längs nedre delen av Songhua och Ussuri i nordöstra Kina (distrikten Jiamusi och Shuangyashan i provinsen Heilongjiang. 2005 skapades en textbok på nanaifolkets språk i Kina. Boken skapades efter fyra års bearbetning. Endast 50 personer ansågs kunna tala språket i Kina vid tidpunkten för bokens tillkomst.

## Bildgalleri

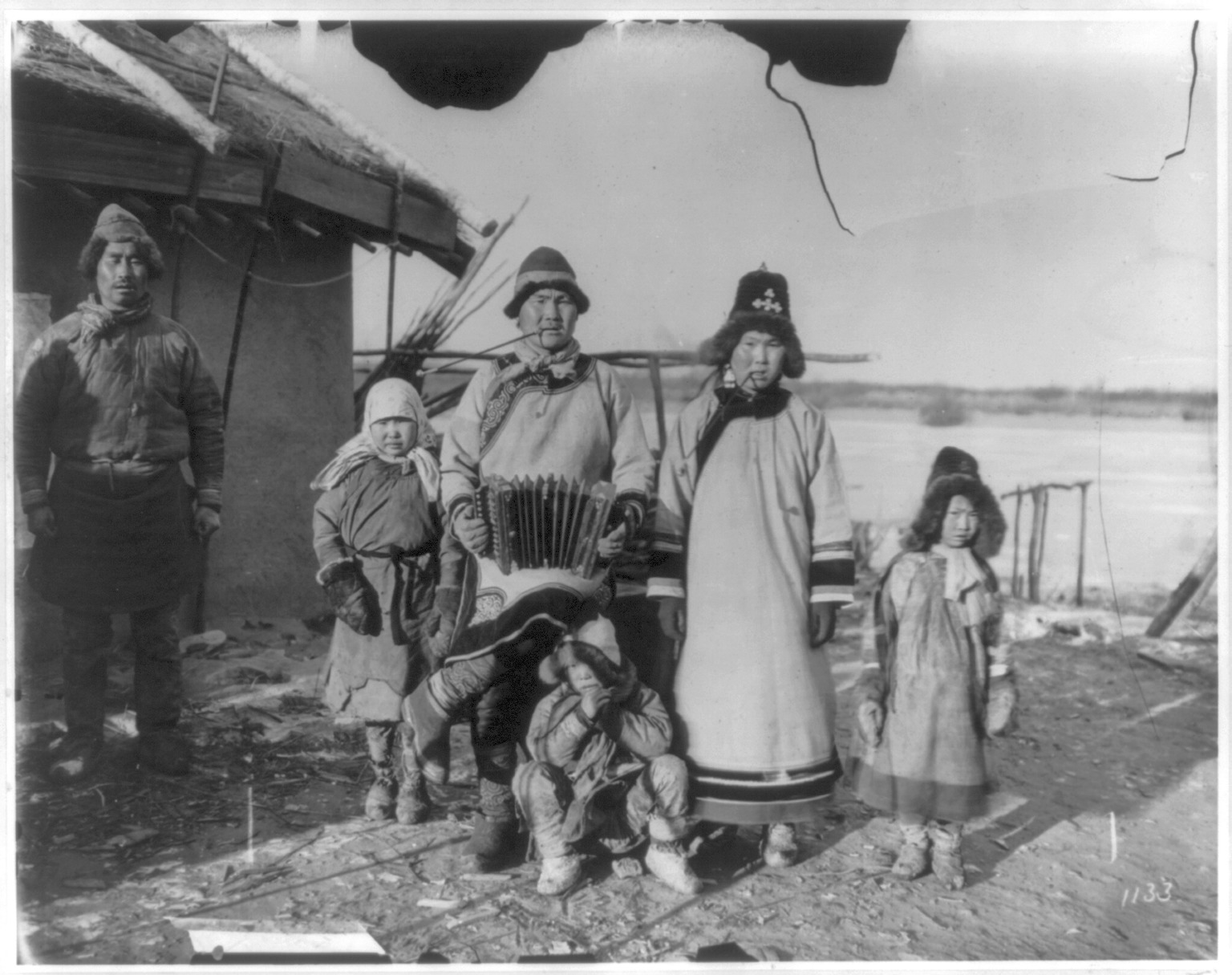
Nanaifamilj, norr om Chabarovsk 1895.
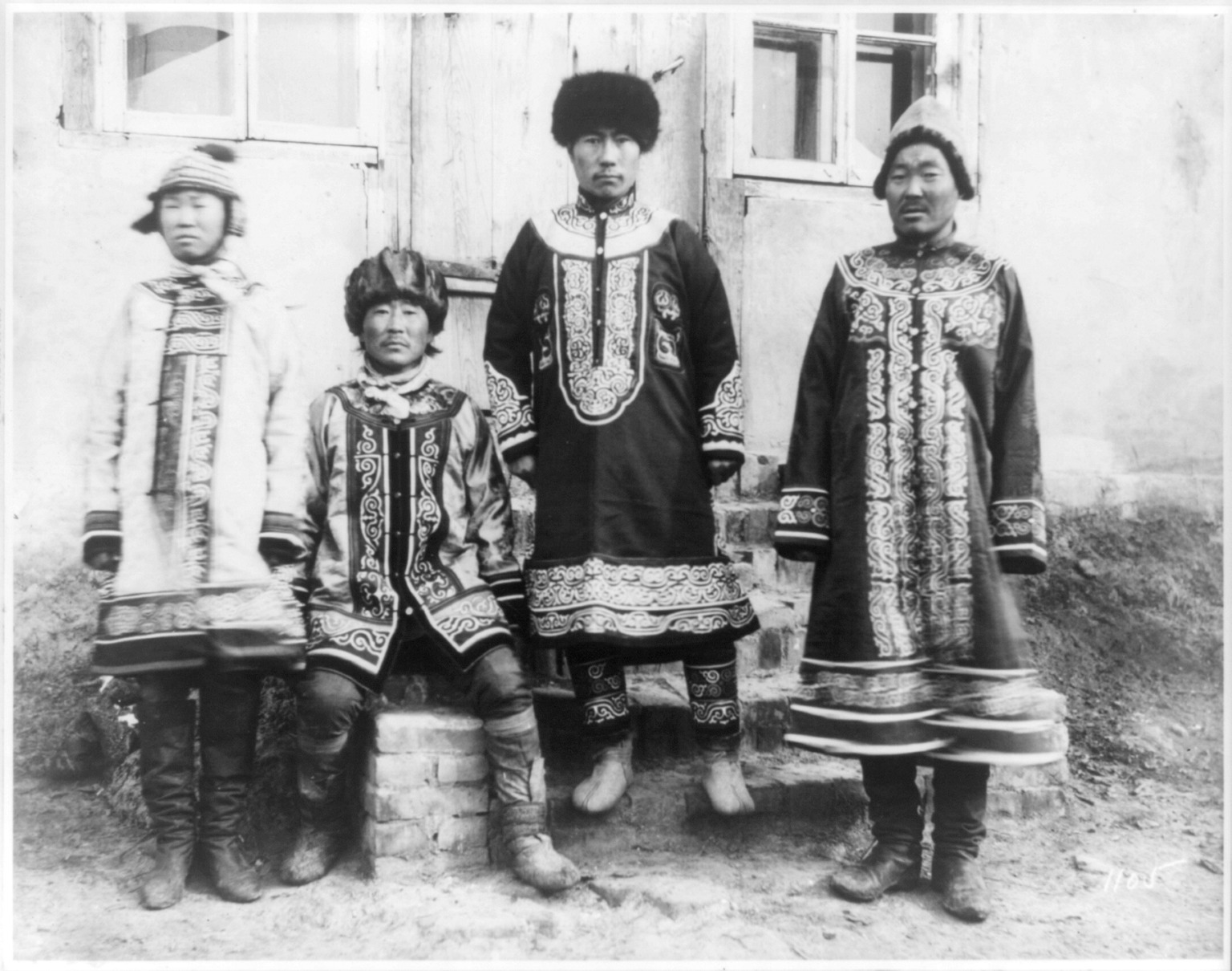
Nanaihövdingar, norr om Chabarovsk 1895.
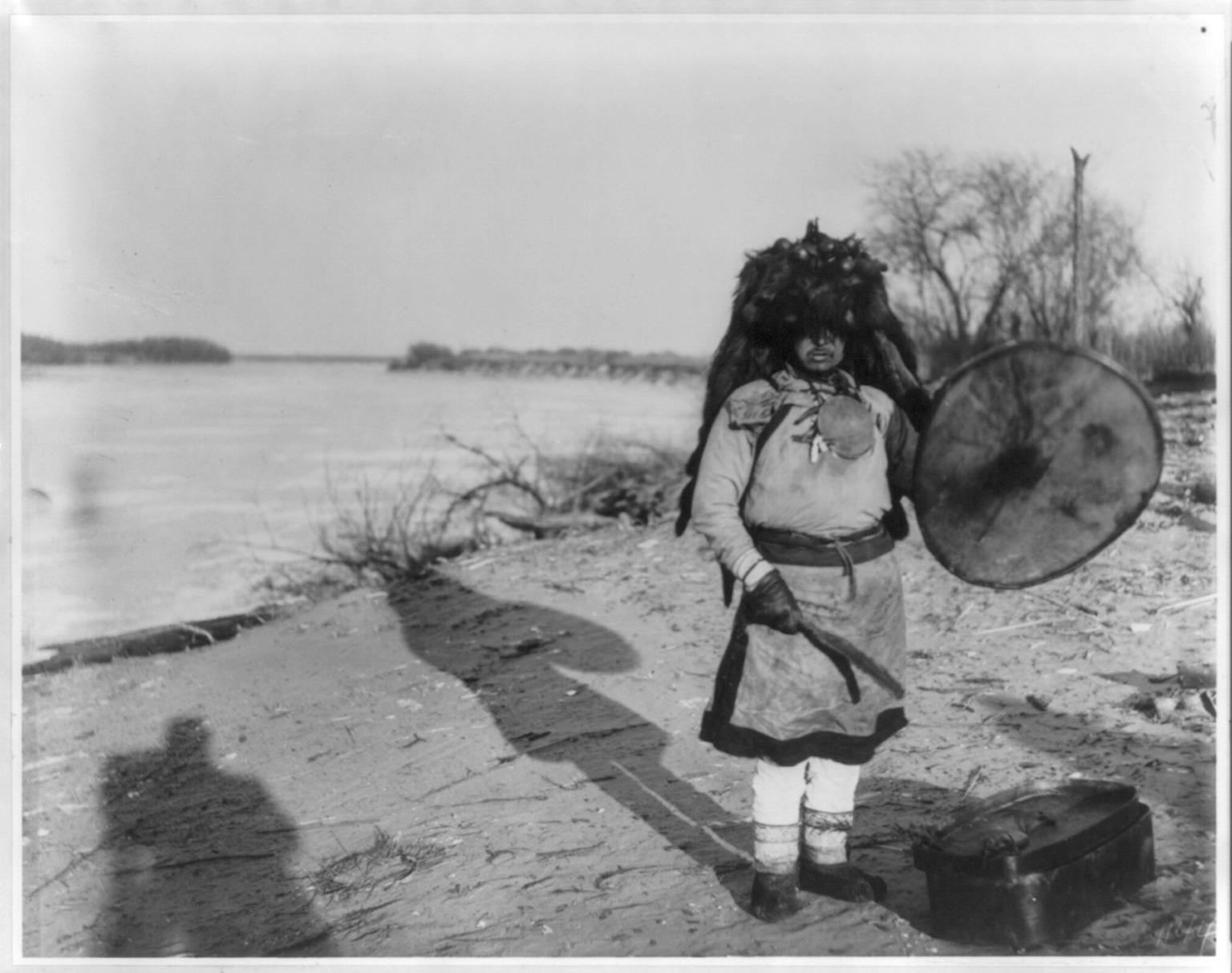
Shaman i regalier, 1895.
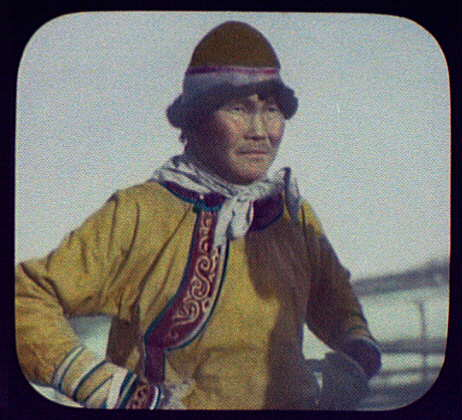
Nanaihövding, 1895.
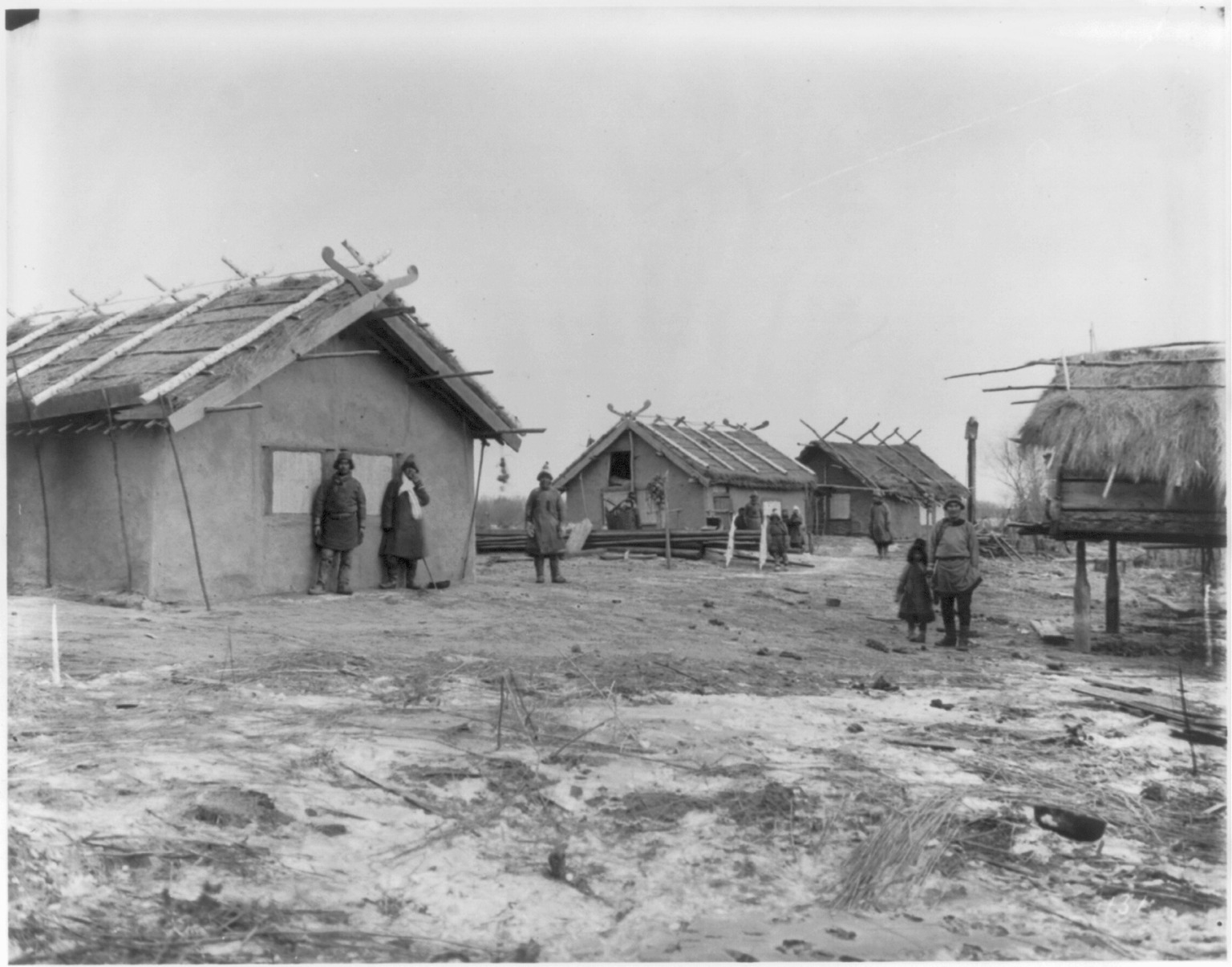
Nanaiby vid Amur, norr om Chabarovsk 1895.
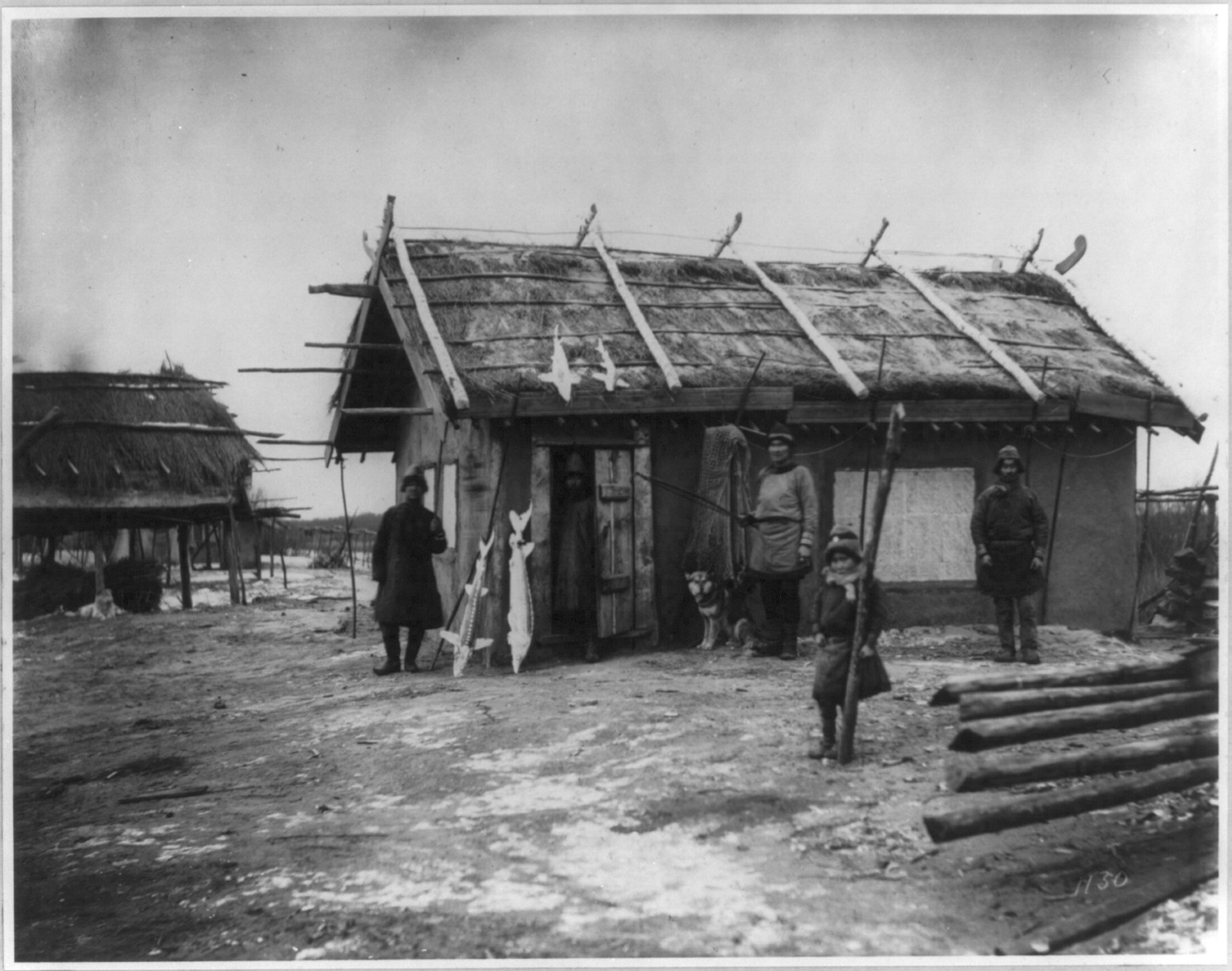
Nanaiby vid Amur, norr om Chabarovsk 1895.